# Northwestern Air
Northwestern Air est une compagnie aérienne basée à Fort Smith, dans les Territoires du Nord-Ouest, au Canada. Elle exploite des charters ad hoc et des contrats d'affrètement à long terme pour diverses sociétés à travers le Canada et les États-Unis. Sa base principale est l'aéroport de Fort Smith.

## Histoire
La compagnie aérienne a été créée en 1965 en tant que société de crédit-bail et a commencé ses opérations aériennes en 1968. Elle s'est développée pour exploiter des services passagers réguliers en 1984. Elle appartient à 100% à la famille Harrold et comptait plus de 70 employés en septembre 2018.
Jusqu'au 16 janvier 2025, elle exploitait des services passagers réguliers vers sept destinations dans deux territoires / provinces.

## Destinations
La compagnie aérienne desservait les emplacements suivants:
- Alberta
  - Edmonton ( Aéroport international d'Edmonton )
  - Fort Chipewyan ( Aéroport de Fort Chipewyan )
  - Fort McMurray ( Aéroport de Fort McMurray )
  - High Level ( Aéroport de High Level )
- Territoires du Nord-Ouest
  - Fort Smith ( Aéroport de Fort Smith )
  - Hay River ( Aéroport de Hay River-Merlyn Carter )
  - Yellowknife ( Aéroport de Yellowknife )

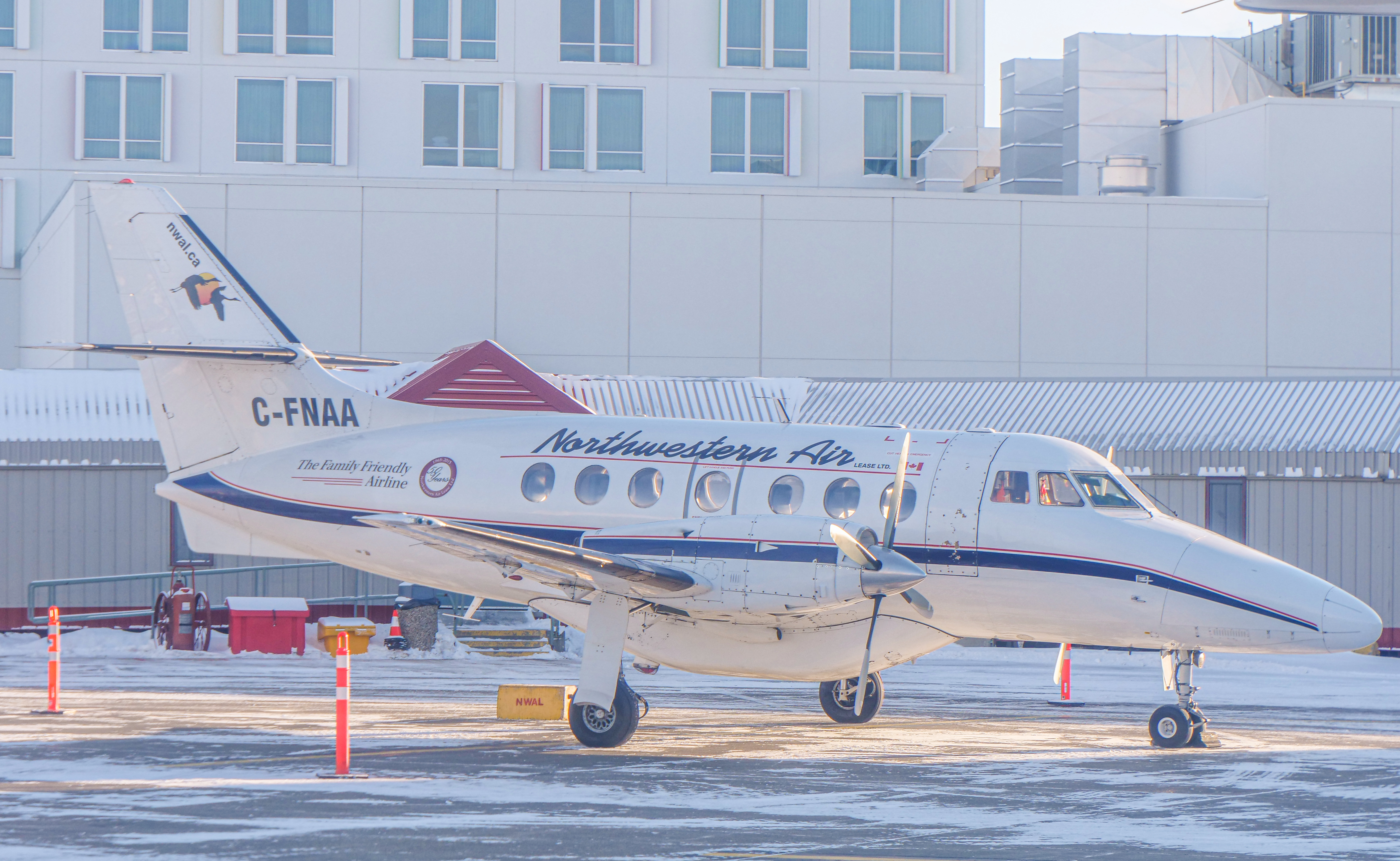
BAe Jetstream 32

## Flotte

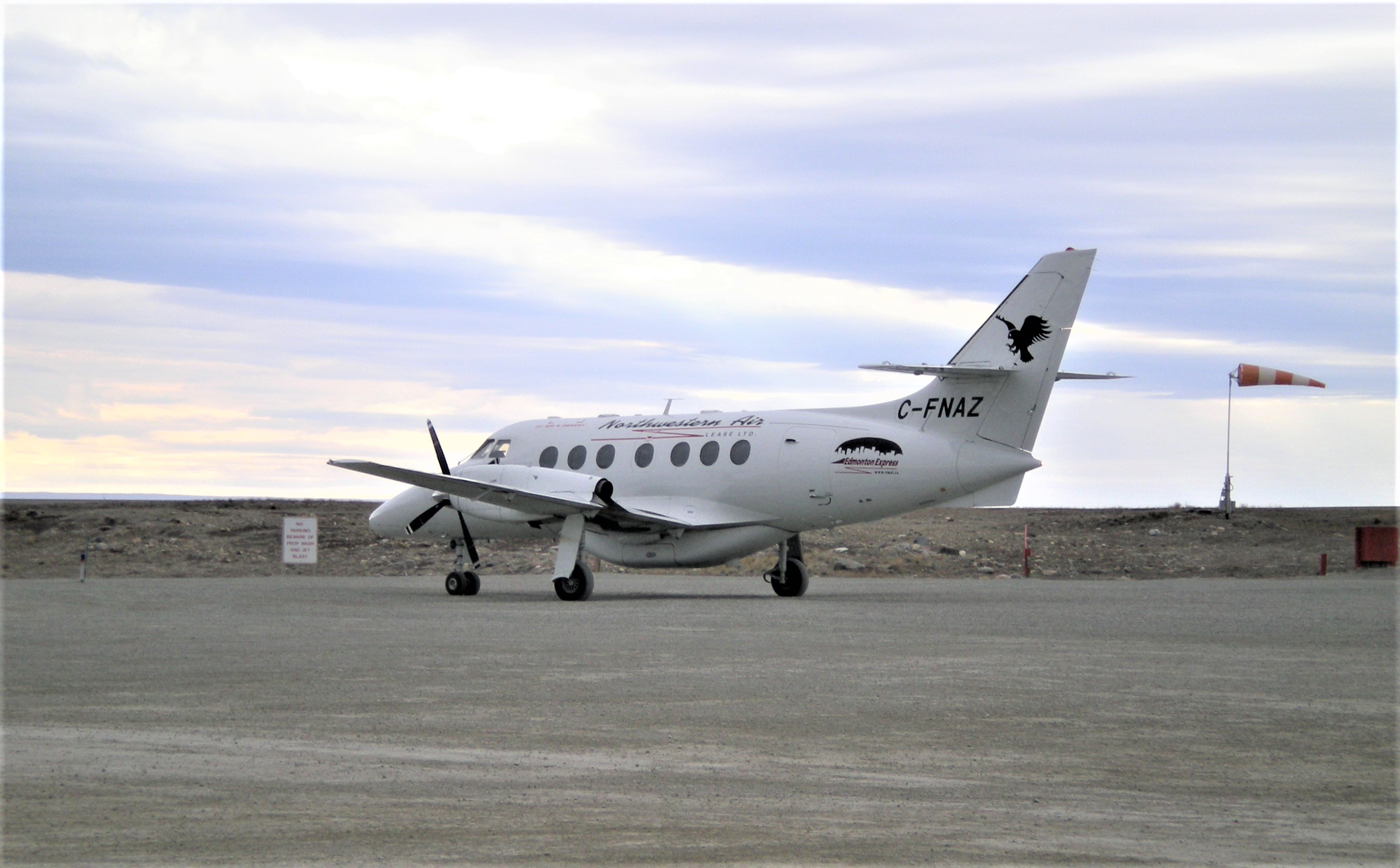
Jetstream 32 de Northwestern Air

En septembre 2019, la flotte de Northwestern Air comprend les avions suivants :
Précédemment exploité 
- Cessna 208 Caravan
- Beechcraft 99